# 11e étape du Tour d'Espagne 2019
Pour un article plus général, voir Tour d'Espagne 2019.
La 11e étape du Tour d'Espagne 2019 se déroule le mercredi 4 septembre 2019, sous la forme d'une étape accidentée, entre Saint-Palais et Urdazubi, sur une distance de 169 km.

## Résultats

### Classement de l'étape
| \| Classement de l'étape \| Classement de l'étape \| Classement de l'étape \| Classement de l'étape \| Classement de l'étape \| \| Coureur \| Coureur \| Pays \| Équipe \| Temps \| \| --------------------- \| ----------------------- \| --------------------- \| ----------------------------- \| --------------------- \| \| 1er \| Mikel Iturria \| Espagne \| Euskadi Basque Country-Murias \| 4 h 36 min 44 s \| \| 2e \| Jonathan Lastra \| Espagne \| Caja Rural-Seguros RGA \| + 6 s \| \| 3e \| Lawson Craddock \| États-Unis \| EF Education First \| + 6 s \| \| 4e \| Damien Howson \| Australie \| Mitchelton-Scott \| + 6 s \| \| 5e \| François Bidard \| France \| AG2R La Mondiale \| + 6 s \| \| 6e \| Amanuel Ghebreigzabhier \| Érythrée \| Dimension Data \| + 9 s \| \| 7e \| Benjamin Thomas \| France \| Groupama-FDJ \| + 12 s \| \| 8e \| Matteo Fabbro \| Italie \| Katusha-Alpecin \| + 12 s \| \| 9e \| Gorka Izagirre \| Espagne \| Astana \| + 12 s \| \| 10e \| Rémi Cavagna \| France \| Deceuninck-Quick Step \| + 12 s \| |                         |            |                               |                 |
| |                         |            |                               |                 |
| Source : ProCyclingStats |                         |            |                               |                 |
| Classement de l'étape |                         |            |                               |                 |
| Coureur | Coureur                 | Pays       | Équipe                        | Temps           |
| 1er | Mikel Iturria           | Espagne    | Euskadi Basque Country-Murias | 4 h 36 min 44 s |
| 2e | Jonathan Lastra         | Espagne    | Caja Rural-Seguros RGA        | + 6 s           |
| 3e | Lawson Craddock         | États-Unis | EF Education First            | + 6 s           |
| 4e | Damien Howson           | Australie  | Mitchelton-Scott              | + 6 s           |
| 5e | François Bidard         | France     | AG2R La Mondiale              | + 6 s           |
| 6e | Amanuel Ghebreigzabhier | Érythrée   | Dimension Data                | + 9 s           |
| 7e | Benjamin Thomas         | France     | Groupama-FDJ                  | + 12 s          |
| 8e | Matteo Fabbro           | Italie     | Katusha-Alpecin               | + 12 s          |
| 9e | Gorka Izagirre          | Espagne    | Astana                        | + 12 s          |
| 10e | Rémi Cavagna            | France     | Deceuninck-Quick Step         | + 12 s          |

## Classements à l'issue de l'étape

### Classement général
| \| Classement général \| Classement général \| Classement général \| Classement général \| Classement général \| \| Coureur \| Coureur \| Pays \| Équipe \| Temps \| \| ------------------ \| ------------------ \| ------------------ \| -------------------------- \| ------------------ \| \| 1er \| Primož Roglič \| Slovénie \| Team Jumbo-Visma \| 41 h 00 min 48 s \| \| 2e \| Alejandro Valverde \| Espagne \| Movistar Team \| + 1 min 52 s \| \| 3e \| Miguel Ángel López \| Colombie \| Astana \| + 2 min 11 s \| \| 4e \| Nairo Quintana \| Colombie \| Movistar Team \| + 3 min 00 s \| \| 5e \| Tadej Pogačar \| Slovénie \| UAE Team Emirates \| + 3 min 05 s \| \| 6e \| Carl Fredrik Hagen \| Norvège \| Lotto-Soudal \| + 4 min 59 s \| \| 7e \| Rafał Majka \| Pologne \| Bora-Hansgrohe \| + 5 min 42 s \| \| 8e \| Nicolas Edet \| France \| Cofidis, Solutions Crédits \| + 5 min 49 s \| \| 9e \| Dylan Teuns \| Belgique \| Bahrain-Merida \| + 6 min 07 s \| \| 10e \| Wilco Kelderman \| Pays-Bas \| Team Sunweb \| + 6 min 25 s \| |                    |          |                            |                  |
| |                    |          |                            |                  |
| Source : ProCyclingStats |                    |          |                            |                  |
| Classement général |                    |          |                            |                  |
| Coureur | Coureur            | Pays     | Équipe                     | Temps            |
| 1er | Primož Roglič      | Slovénie | Team Jumbo-Visma           | 41 h 00 min 48 s |
| 2e | Alejandro Valverde | Espagne  | Movistar Team              | + 1 min 52 s     |
| 3e | Miguel Ángel López | Colombie | Astana                     | + 2 min 11 s     |
| 4e | Nairo Quintana     | Colombie | Movistar Team              | + 3 min 00 s     |
| 5e | Tadej Pogačar      | Slovénie | UAE Team Emirates          | + 3 min 05 s     |
| 6e | Carl Fredrik Hagen | Norvège  | Lotto-Soudal               | + 4 min 59 s     |
| 7e | Rafał Majka        | Pologne  | Bora-Hansgrohe             | + 5 min 42 s     |
| 8e | Nicolas Edet       | France   | Cofidis, Solutions Crédits | + 5 min 49 s     |
| 9e | Dylan Teuns        | Belgique | Bahrain-Merida             | + 6 min 07 s     |
| 10e | Wilco Kelderman    | Pays-Bas | Team Sunweb                | + 6 min 25 s     |

| Classement par points | Classement par points | Classement par points | Classement par points  | Classement par points |
| Coureur               | Coureur               | Pays                  | Équipe                 | Points                |
| --------------------- | --------------------- | --------------------- | ---------------------- | --------------------- |
| 1er                   | Primož Roglič         | Slovénie              | Team Jumbo-Visma       | 89 pts                |
| 2e                    | Nairo Quintana        | Colombie              | Movistar Team          | 70 pts                |
| 3e                    | Alejandro Valverde    | Espagne               | Movistar Team          | 61 pts                |
| 4e                    | Tadej Pogačar         | Slovénie              | UAE Team Emirates      | 61 pts                |
| 5e                    | Sam Bennett           | Irlande               | Bora-Hansgrohe         | 45 pts                |
| 6e                    | Miguel Ángel López    | Colombie              | Astana                 | 42 pts                |
| 7e                    | Dylan Teuns           | Belgique              | Bahrain-Merida         | 37 pts                |
| 8e                    | Fabio Jakobsen        | Pays-Bas              | Deceuninck-Quick Step  | 34 pts                |
| 9e                    | Alex Aranburu         | Espagne               | Caja Rural-Seguros RGA | 32 pts                |
| 10e                   | Lawson Craddock       | États-Unis            | EF Education First     | 30 pts                |

| Classement par points | Classement par points | Classement par points | Classement par points  | Classement par points |
| Coureur               | Coureur               | Pays                  | Équipe                 | Points                |
| --------------------- | --------------------- | --------------------- | ---------------------- | --------------------- |
| 1er                   | Primož Roglič         | Slovénie              | Team Jumbo-Visma       | 89 pts                |
| 2e                    | Nairo Quintana        | Colombie              | Movistar Team          | 70 pts                |
| 3e                    | Alejandro Valverde    | Espagne               | Movistar Team          | 61 pts                |
| 4e                    | Tadej Pogačar         | Slovénie              | UAE Team Emirates      | 61 pts                |
| 5e                    | Sam Bennett           | Irlande               | Bora-Hansgrohe         | 45 pts                |
| 6e                    | Miguel Ángel López    | Colombie              | Astana                 | 42 pts                |
| 7e                    | Dylan Teuns           | Belgique              | Bahrain-Merida         | 37 pts                |
| 8e                    | Fabio Jakobsen        | Pays-Bas              | Deceuninck-Quick Step  | 34 pts                |
| 9e                    | Alex Aranburu         | Espagne               | Caja Rural-Seguros RGA | 32 pts                |
| 10e                   | Lawson Craddock       | États-Unis            | EF Education First     | 30 pts                |

| Classement de la montagne | Classement de la montagne | Classement de la montagne | Classement de la montagne     | Classement de la montagne |
| Coureur                   | Coureur                   | Pays                      | Équipe                        | Points                    |
| ------------------------- | ------------------------- | ------------------------- | ----------------------------- | ------------------------- |
| 1er                       | Ángel Madrazo             | Espagne                   | Burgos-BH                     | 32 pts                    |
| 2e                        | Geoffrey Bouchard         | France                    | AG2R La Mondiale              | 21 pts                    |
| 3e                        | Alejandro Valverde        | Espagne                   | Movistar Team                 | 18 pts                    |
| 4e                        | Sergio Henao              | Colombie                  | UAE Team Emirates             | 17 pts                    |
| 5e                        | Mikel Bizkarra            | Espagne                   | Euskadi Basque Country-Murias | 16 pts                    |
| 6e                        | Jetse Bol                 | Pays-Bas                  | Burgos-BH                     | 11 pts                    |
| 7e                        | Tadej Pogačar             | Slovénie                  | UAE Team Emirates             | 10 pts                    |
| 8e                        | Primož Roglič             | Slovénie                  | Team Jumbo-Visma              | 10 pts                    |
| 9e                        | Hermann Pernsteiner       | Autriche                  | Bahrain-Merida                | 10 pts                    |
| 10e                       | Wout Poels                | Pays-Bas                  | Team Ineos                    | 9 pts                     |

| Classement de la montagne | Classement de la montagne | Classement de la montagne | Classement de la montagne     | Classement de la montagne |
| Coureur                   | Coureur                   | Pays                      | Équipe                        | Points                    |
| ------------------------- | ------------------------- | ------------------------- | ----------------------------- | ------------------------- |
| 1er                       | Ángel Madrazo             | Espagne                   | Burgos-BH                     | 32 pts                    |
| 2e                        | Geoffrey Bouchard         | France                    | AG2R La Mondiale              | 21 pts                    |
| 3e                        | Alejandro Valverde        | Espagne                   | Movistar Team                 | 18 pts                    |
| 4e                        | Sergio Henao              | Colombie                  | UAE Team Emirates             | 17 pts                    |
| 5e                        | Mikel Bizkarra            | Espagne                   | Euskadi Basque Country-Murias | 16 pts                    |
| 6e                        | Jetse Bol                 | Pays-Bas                  | Burgos-BH                     | 11 pts                    |
| 7e                        | Tadej Pogačar             | Slovénie                  | UAE Team Emirates             | 10 pts                    |
| 8e                        | Primož Roglič             | Slovénie                  | Team Jumbo-Visma              | 10 pts                    |
| 9e                        | Hermann Pernsteiner       | Autriche                  | Bahrain-Merida                | 10 pts                    |
| 10e                       | Wout Poels                | Pays-Bas                  | Team Ineos                    | 9 pts                     |

| Classement du meilleur jeune | Classement du meilleur jeune | Classement du meilleur jeune | Classement du meilleur jeune  | Classement du meilleur jeune |
| Coureur                      | Coureur                      | Pays                         | Équipe                        | Temps                        |
| ---------------------------- | ---------------------------- | ---------------------------- | ----------------------------- | ---------------------------- |
| 1er                          | Miguel Ángel López           | Colombie                     | Astana                        | 41 h 02 min 59 s             |
| 2e                           | Tadej Pogačar                | Slovénie                     | UAE Team Emirates             | + 54 s                       |
| 3e                           | Sergio Higuita               | Colombie                     | EF Education First            | + 7 min 56 s                 |
| 4e                           | Óscar Rodríguez Garaicoechea | Espagne                      | Euskadi Basque Country-Murias | + 12 min 28 s                |
| 5e                           | Daniel Martínez              | Colombie                     | EF Education First            | + 13 min 01 s                |
| 6e                           | James Knox                   | Royaume-Uni                  | Deceuninck-Quick Step         | + 13 min 06 s                |
| 7e                           | Ruben Guerreiro              | Portugal                     | Katusha-Alpecin               | + 14 min 29 s                |
| 8e                           | Kilian Frankiny              | Suisse                       | Groupama-FDJ                  | + 16 min 52 s                |
| 9e                           | Amanuel Ghebreigzabhier      | Érythrée                     | Dimension Data                | + 17 min 19 s                |
| 10e                          | Cristian Rodríguez           | Espagne                      | Caja Rural-Seguros RGA        | + 25 min 23 s                |

| Classement du meilleur jeune | Classement du meilleur jeune | Classement du meilleur jeune | Classement du meilleur jeune  | Classement du meilleur jeune |
| Coureur                      | Coureur                      | Pays                         | Équipe                        | Temps                        |
| ---------------------------- | ---------------------------- | ---------------------------- | ----------------------------- | ---------------------------- |
| 1er                          | Miguel Ángel López           | Colombie                     | Astana                        | 41 h 02 min 59 s             |
| 2e                           | Tadej Pogačar                | Slovénie                     | UAE Team Emirates             | + 54 s                       |
| 3e                           | Sergio Higuita               | Colombie                     | EF Education First            | + 7 min 56 s                 |
| 4e                           | Óscar Rodríguez Garaicoechea | Espagne                      | Euskadi Basque Country-Murias | + 12 min 28 s                |
| 5e                           | Daniel Martínez              | Colombie                     | EF Education First            | + 13 min 01 s                |
| 6e                           | James Knox                   | Royaume-Uni                  | Deceuninck-Quick Step         | + 13 min 06 s                |
| 7e                           | Ruben Guerreiro              | Portugal                     | Katusha-Alpecin               | + 14 min 29 s                |
| 8e                           | Kilian Frankiny              | Suisse                       | Groupama-FDJ                  | + 16 min 52 s                |
| 9e                           | Amanuel Ghebreigzabhier      | Érythrée                     | Dimension Data                | + 17 min 19 s                |
| 10e                          | Cristian Rodríguez           | Espagne                      | Caja Rural-Seguros RGA        | + 25 min 23 s                |

| Classement par équipes | Classement par équipes        | Classement par équipes | Classement par équipes |
| Équipe                 | Équipe                        | Pays                   | Temps                  |
| ---------------------- | ----------------------------- | ---------------------- | ---------------------- |
| 1re                    | Movistar Team                 | Espagne                | 122 h 11 min 23 s      |
| 2e                     | Astana                        | Kazakhstan             | + 21 min 54 s          |
| 3e                     | Team Jumbo-Visma              | Pays-Bas               | + 36 min 26 s          |
| 4e                     | AG2R La Mondiale              | France                 | + 1 h 06 min 23 s      |
| 5e                     | EF Education First            | États-Unis             | + 1 h 08 min 38 s      |
| 6e                     | Mitchelton-Scott              | Australie              | + 1 h 09 min 31 s      |
| 7e                     | Dimension Data                | Afrique du Sud         | + 1 h 09 min 48 s      |
| 8e                     | Euskadi Basque Country-Murias | Espagne                | + 1 h 11 min 18 s      |
| 9e                     | Cofidis, Solutions Crédits    | France                 | + 1 h 27 min 01 s      |
| 10e                    | Team Sunweb                   | Allemagne              | + 1 h 35 min 37 s      |

| Classement par équipes | Classement par équipes        | Classement par équipes | Classement par équipes |
| Équipe                 | Équipe                        | Pays                   | Temps                  |
| ---------------------- | ----------------------------- | ---------------------- | ---------------------- |
| 1re                    | Movistar Team                 | Espagne                | 122 h 11 min 23 s      |
| 2e                     | Astana                        | Kazakhstan             | + 21 min 54 s          |
| 3e                     | Team Jumbo-Visma              | Pays-Bas               | + 36 min 26 s          |
| 4e                     | AG2R La Mondiale              | France                 | + 1 h 06 min 23 s      |
| 5e                     | EF Education First            | États-Unis             | + 1 h 08 min 38 s      |
| 6e                     | Mitchelton-Scott              | Australie              | + 1 h 09 min 31 s      |
| 7e                     | Dimension Data                | Afrique du Sud         | + 1 h 09 min 48 s      |
| 8e                     | Euskadi Basque Country-Murias | Espagne                | + 1 h 11 min 18 s      |
| 9e                     | Cofidis, Solutions Crédits    | France                 | + 1 h 27 min 01 s      |
| 10e                    | Team Sunweb                   | Allemagne              | + 1 h 35 min 37 s      |